# J. R. R. Tolkien Briefe
J. R. R. Tolkien: Briefe (englisch The Letters of J.R.R. Tolkien) ist eine Auswahl der Briefe, die von J. R. R. Tolkien im Laufe seines Lebens verfasst wurden. Der Tolkienbiograf Humphrey Carpenter gab diese 1981 mit Unterstützung von Christopher Tolkien als Buch heraus. Ursprünglich erschien das Buch bei George Allen & Unwin in London. Die erste deutsche Ausgabe erschien 1991.

## Inhalt
Die Auswahl umfasst 354 Briefe, Briefauszüge und Entwürfe. Überwiegend handeln sie davon, dass Tolkien seine Werke und Bücher bespricht oder beschreibt. Die Briefe wurden zwischen Oktober 1914, als Tolkien in Oxford studierte, und dem 29. August 1973, vier Tage vor Tolkiens Tod, geschrieben. Der Großteil der Briefe stammt aus den Jahren 1937 bis 1973. Die frühen Briefe Tolkiens (bis 1920), die hauptsächlich sehr privater Natur waren, wurden von der Veröffentlichung ausgeschlossen, da sich das Buch auf die professionellen Aspekte der Korrespondenz konzentriert. Das Buch beginnt mit einem Einleitungstext, dann folgen die Briefe und am Schluss einige Anmerkungen und ein Index. Es gibt eine Lücke zwischen 1918 und 1937, da aus diesem Zeitraum nur wenige Briefe erhalten blieben und diese inhaltlich keinen Bezug zu Tolkiens Arbeit am Silmarillion oder dem Hobbit enthielten.
Carpenter schrieb in der Einleitung:

“Among the omissions is the very large body of letters he wrote between 1913 and 1918 to Edith Bratt, who was his fiancée and then his wife; these are highly personal in character, and from them I have chosen only a few passages which refer to writings in which Tolkien was engaged at the time. […] But from 1937 onwards there is an unbroken series of letters to the end of his life, giving, often in great detail, an account of the writing of The Lord of the Rings, and of later work on The Silmarillion, and often including lengthy discussions of the meaning of his writings.”

„Unter den Auslassungen ist eine sehr große Anzahl an Briefen, die er zwischen 1913 und 1918 an Edith Bratt schrieb, die seine Verlobte und dann seine Frau war; Diese sind sehr persönlicher Natur und ich habe aus ihnen nur einige Passagen ausgewählt, die sich auf Schriften beziehen, an denen Tolkien zu dieser Zeit arbeitete. […] Aber ab 1937 gibt es eine ununterbrochene Reihe von Briefen an sein Lebensende, in denen er, oft sehr detailliert, über die Entstehung von Der Herr der Ringe und die spätere Arbeit an Das Silmarillion berichtet und oft ausführliche Diskussionen über die Bedeutung seiner Schriften führt.“

Viele der Briefe, die nicht im Original vorlagen, wurden aus Entwürfen oder Abschriften entnommen. Zum Ende seines Lebens begann Tolkien seine Briefe mit Durchschriftpapier anzufertigen. Diese Durchschriften wurden für das Buch verwendet. Es gibt mehrere Korrespondenzen zwischen Tolkien und dem Verlag George Allen & Unwin, Briefe an seine Söhne Christopher und Michael Tolkien. In dem Brief mit der Nr. 29 vom 25. Juli 1938, teilte er seinem Verleger Stanley Unwin mit, dass der deutsche Verlag Rütten & Loening aus Potsdam, mit dem Allen & Unwin über die Veröffentlichung einer deutschen Übersetzung des Hobbits verhandelte, an ihn eine Anfrage gerichtet hatte, ob er nachweisen könne, dass er arischer Abstammung sei. Er wollte es auf jeden Fall vermeiden, dass sein Name durch die Veröffentlichung einer solchen Erklärung in gedruckter Form, suggerieren würde, dass er:

“subscribed to the wholly pernicious and unscientific race-doctrine”

„die völlig schädliche und unwissenschaftliche Rassenlehre unterzeichnet habe“

Tolkien hatte viele jüdische Freunde. Daher schickte er in seinem Schreiben zwei mögliche Antworten auf die Anfrage mit, aus denen Unwin die passende auswählen sollte. Die deutsche Übersetzung des kleinen Hobbits erschien erst 1957.
Briefe, die Tolkien in den Jahren 1920 bis 1942 an seine Kinder schrieb, wurden 1976 von seiner Schwiegertochter Baillie Tolkien gesondert als Die Briefe vom Weihnachtsmann herausgegeben.

## Ausgaben (Auswahl)
- The letters of J.R.R. Tolkien. Selected and edited by Humphrey Carpenter with the assistence of Christopher Tolkien. Houghton Mifflin, Boston 1981, ISBN 0-395-31555-7.
- J. R. R. Tolkien: Briefe. Ausgewählt und herausgegeben von Humphrey Carpenter mit der Hilfe von Christopher Tolkien. Übersetzt von Wolfgang Krege. Klett-Cotta-Verlag, Stuttgart 1991, ISBN 3-608-95028-1.
- J. R. R. Tolkien: Briefe. Hrsg.: Humphrey Carpenter. 2. Auflage. Klett-Cotta, 2002, ISBN 3-608-93650-5 (601 S.).